# Літературна премія імені Ришарда Капусцінського
Премія імені Ришарда Капусцінського (пол. Nagroda im. Ryszarda Kapuścińskiego) — головна щорічна польська міжнародна літературна премія, найважливіша відзнака в жанрі літературного репортажу.

## Історія
Премію засновано з метою відзначати та популяризувати найвагоміші книжки репортажів, які торкаються важливих проблем сучасності, спонукають до роздумів і поглиблюють знання про інші культури, а отже, і про самих себе. Нагорода має на меті вшанувати спадщину журналіста та письменника Ришарда Капусцінського (1932–2007), почесною патронесою премії є пані Аліція Капусцінська, дружина письменника.
Нагорода, заснована в січні 2010 року Варшавською міською радою, має форму грошової винагороди: 100 тис. злотих для автора найкращого літературного репортажу року та 20 тис. злотих автору найкращого перекладу репортажу року. Членами журі були такі діячі й діячки: Йоанна Батор, Мацей Дрігас, Ольга Станіславська, Мацей Заремба, Малґожата Шейнерт, Андерс Бодегорд, Юлія Федорчук, Вільям Р. Бранд і Пьотр Міцнер.
Нагороду не слід плутати з двома іншими нагородами імені Ришарда Капусцінського : Премією Польського агентства преси імені Ришарда Капусцінського, заснованою 2010 року та Перекладацькою премією імені Ришарда Капусцінського, заснованою 2015 року.

## Переможці
| Рік  | Лауреат(и)          | Зображення          | Громадянство(а) | Назва | Нагорода за переклад                                                       | Формулювання |
| ---- | ------------------- | ------------------- | --------------- | --- | -------------------------------------------------------------------------- | --- |
| 2022 | Андер Ісагірре      | Ander Izagirre      | Іспанія         | «Потосі» (ісп. Potosí)                                                                                    | Єжи Волк-Ланевський                                                        | за переклад книжки Андера Ісагірри «Потосі» |
| 2021 | Джессіка Брудер     | –                   | США             | «Земля кочівників. У дорозі по працю» (англ. Nomadland)                                                   | Мартина Томчак                                                             | за переклад з англійської книжки Джессіки Брудер «Земля кочівників. У дорозі по працю» |
| 2020 | Катажина Кобилярчик | –                   | Польща          | Струп. Іспанія роз’ятрює рани (пол. Strup. Hiszpania rozdrapuje rany)                                     | Ірена Ковадло-Пшедмойська, Томаш Піндель і Марек С. Задура (ex aequo)      | за переклади, відповідно, книжок Ларса Берґа «Добрий вовк. Трагедія в шведському зоопарку», Оскара Мартінеса «Звір. Про людей, яким всеодно» і Артема Чеха «Точка нуль»                                   |
| 2019 | Мацей Заремба       | Maciej Zaremba      | Швеція          | «Дім з двома вежами» (швед. Huset med de två tornen)                                                      | Маріуш Калиновський                                                        | за переклад зі шведської книжки Мацея Заремби «Дім з двома вежами» |
| 2018 | Анна Біконт         | Anna Bikont         | Польща          | «Сендлерова: В укритті» (пол. Sendlerowa. W ukryciu)                                                      | Сергіуш Ковальський                                                        | за переклад з англійської мови книжки Бена Роуленса City of Thorns: Nine Lives in the World’s Largest Refugee Camp                                                                                        |
| 2017 | Рана Дасгупта       | Rana Dasgupta       | Велика Британія | «Столиця: Портрет Делі в 21-му столітті» (англ. Capital: A Portrait of Delhi in the Twenty‑First Century) | Барбара Копець-Умястовська, Януш Охаб і Марта Шафранська-Брандт (ex aequo) | за переклади, відповідно, книжок Рани Дасгупти «Столиця: Портрет Делі в 21-му столітті», Еда Вуллямі The War is Dead, Long Live the War: Bosnia: The Reckoning і Мартіна Капарроса Голод (ісп. El Hambre) |
| 2016 | Павел Пьотр Решка   | Piotr Reszka        | Польща          | «Диявол і плитка шоколаду» (пол. Diabeł i tabliczka czekolady)                                            | Не присуджували                                                            | – |
| 2015 | Вільям Далрімпл     | Svetlana Alexievich | Шотландія       | «Повернення короля» (англ. Return of a King)                                                              | Не присуджували                                                            | – |
| 2014 | Елізабет Осбрінк    | Elisabeth Åsbrink   | Швеція          | І у Віденському лісі все ще стоять ці дерева (швед. Och i Wienerwald står träden kvar)                    | Ірена Ковадло-Пшедмойська                                                  | за переклад книжки Елізабет Осбрінк «І у Віденському лісі все ще стоять ці дерева» |
| 2013 | Ед Вуллямі          | Ed Vuillamy         | Велика Британія | «Амексика: Війна вздовж кордону» (англ. Amexica: War Along the Borderline)                                | Януш Охаб                                                                  | за переклад книжки Еда Вуллямі «Амексика: Війна вздовж кордону» |
| 2012 | Ляо Їу              | Liao Yiwu           | Китай           | The Corpse Walker: Real Life Stories, China from the Bottom Up (кит.: 中国底层访谈录)                     | Вень Хуан і Агнєшка Покойська                                              | за переклад з китайської на англійську мову книжки Ляо Їу The Corpse Walker: Real Life Stories, China from the Bottom Up                                                                                  |
| 2011 | Світлана Алексієвич | Svetlana Alexievich | Білорусь        | «У війни не жіноче обличчя»                                                                               | Єжи Чех                                                                    | за переклад польською мовою книжки Світлани Алексієвич «У війни не жіноче обличчя» |
| 2010 | Жан Атцфельд        | Jean Hatzfeld       | Франція         | Стратегія антилоп (фр. La Stratégie des antilopes)                                                        | Яцек Гіщак                                                                 | за переклад польською мовою Жана Атцфельда «Стратегія антилоп» |